# Zestafoni
Zestafoni (en géorgien : ზესტაფონი) est une ville de l'ouest de la Géorgie. La ville se situe dans la région d'Iméréthie. Zestafoni est un centre industriel.

## Économie
La ville abrite un important complexe industriel métallurgique dit Ferro Alloy. Cette unité industrialo-métallurgique (la plus grande du pays) traite le minerai de ferromanganèse.
Elle a décliné à la fin des années 1990, ne produisant plus en 1998 que 35 000 t de silicomanganèse et 11 000 t tonnes d'alliages de carbo-manganèse, soit plus de 10 fois moins que les 110 000 t qu'elle a pu antérieurement produire), ce qui a permis au nouveau ministre le l'économie Kakha Bendoukidze nommé en 2004 (magnat russe de la finance et de l'industrie, chargé de réformer l'économie de la Géorgie dans le sens de l'économie de marché ) de la faire racheter par un groupe étranger dans le cadre de sa politique de privatisation générale de l'industrie géorgienne. L'usine malgré l'opposition du gouvernement en 2003, puis de l'opposition politique sera vendue à un groupe anglais Stemcor en février 2006.
Deux autres zones industrielles majeures existent à Zestafoni :
- La zone de Shorapani qui produit des matériels électriques, des câbles d'aluminium et de cuivre.
- Des usines produisaient aussi des matériaux résistant au feu et à la chaleur, et d'autres produits industriels

## Personnalités
- Sergueï Viktorovitch Ivanenko (1959-2024), homme politique soviétique et russe, est né à Zestafoni.

## Jumelages
| Ville | Ville         | Pays | Pays     |
| ----- | ------------- | ---- | -------- |
|       | Kiryat-Bialik |      | Israël   |
|       | Tauragė       |      | Lituanie |
|       | Zaporijjia    |      | Ukraine  |